# Gerhohus Reicherspergensis

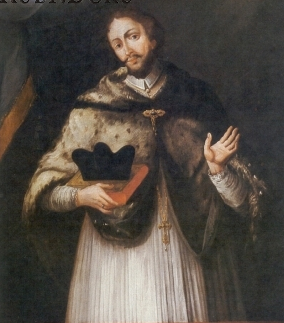
Gerhohus Reicherspergensis, Franz Winhauser, 1620

Gerhoch de Reichersberg, latinizado Gerhohus Reicherspergensis (Polling, Alemania, 1092 / 1093-27 de junio de 1169) fue un teólogo alemán.

## Vida
Prepósito o Preboste de la Abadía de los Agustinos de Reichersberg en 1132, se opuso al partido de los Hohenstaufen. Sus obras más estudiadas son el Commentarius aureus in Psalmos (1100) y Liber de corrupto Ecclesiae statu (1100). El primero aborda la exégesis del salmo LXIV y el otro defiende los derechos de la Iglesia y llama a una reforma de la misma. 

## Obra
- Commentarius aureus in Psalmos (1100)

- Liber de corrupto Ecclesiae statu (1100)

- Gerhohi praepositi Reichersbergensis, Opera inedita... Romae Pontificium athenaeum Antonianum, 1955-1956, 3 v. (XX-383, XIV-412, 413-780 p.)

- Carta al papa Adriano sobre las novedadee del día.

- De ædificio Dei seu de studio et cura disciplinæ ecclesiasticæ (P.L., CXCIV, 1187–1336; Ernst Sackur, 136-202)

- Tractatus adversus Simoniacos (P.L., 1335-1372; Sackur, 239-272; ver Jaksch en Mittheilungen des Instituts für österreichische Geschichtsforschung, VI [1885], 254-69)

- Liber epistolaris ad Innocentium II. Pont. Max. de eo quis distet inter clericos sæculares et regulares (P.L., CXCIV, 1375–1420; Sackur, 202-239)

- De novitatibus hujus sæculi ad Adrianum IV Papam (selecciones en Grisar y en Sackur, 288-304).